# دريت (كورنوال)
دريت (بالإنجليزية: Darite)‏ هي قرية تقع في المملكة المتحدة في كورنوال.